# Megalodon (film, 2004)
Pour les articles homonymes, voir Megalodon (homonymie).
Pour plus de détails, voir Fiche technique et Distribution.
Megalodon est un film américain de 2004, réalisé par Pat Corbitt.
Il se déroule sur une plate-forme pétrolière en haute mer. Lorsqu’une plate-forme de forage en haute mer creuse les fonds marins du Groenland, elle libère un requin préhistorique d’une puissance et de proportions énormes connu sous le nom de mégalodon. Il est connu au Royaume-Uni et dans d’autres territoires sous le nom de Sharkzilla.

## Synopsis
Dans l’Atlantique Nord, au large des côtes du Groenland, une plate-forme pétrolière en haute mer de technologie très avancée a été récemment construite par la société Nexecon Petroleum et nommée « Colossus » pour sa taille immense. Ce nouveau type de plate-forme pétrolière peut creuser plus profondément et extraire plus de pétrole que toute autre dans le monde. Le fait que cette énorme plate-forme ait été construite sur des lignes de faille alarme les géologues, qui craignent que les lignes de faille délicates du fond de l’océan dans cette région ne soient perturbées par des forages profonds, avec des conséquences catastrophiques. Un journaliste, Christen Giddings, a été invité par le PDG de Nexecon, Peter Brazier, sur la plate-forme pétrolière pour tenter de répondre aux préoccupations des géologues. Christen est accompagné d’un caméraman de confiance, Jake Thompson, qui enregistrera leurs découvertes. L’équipage de la plate-forme pétrolière semble convaincu que rien de mal ne se produira et est sceptique à l’égard des craintes des géologues.
Brazier espère qu’un rapport documenté sur « Colossus » révélera que sa plate-forme dispose de toutes les dispositions de sécurité nécessaires et que la région est suffisamment stable pour une opération de forage. Alors que le forage commence, un riche gisement de pétrole est découvert. Cependant, d’autres forages ne sont pas arrêtés et une ligne de faille du fond de l’océan se rompt, ce qui ouvre un portail vers un océan « miroir », caché sous l’océan normal pendant des millions d’années et contenant la vie préhistorique. Une explosion se produit et le système de forage s’effondre. Une équipe d’ingénieurs descend à travers un ascenseur en verre pour évaluer la situation. Un animal géant est repéré à l’approche, qui s’avère être le prédateur océanique le plus puissant et le plus redoutable qui ait jamais vécu, le Carcharodon megalodon, un requin préhistorique géant de 60 pieds (18 m).
Une lutte pour la survie s’ensuit alors que l’équipage et les géologues tentent de s’échapper de « Colossus », au cours de laquelle plusieurs personnes sont victimes de la bête. Dans un geste désespéré pour arrêter le requin monstrueux, l’un des membres de l’équipage, Ross, l’attire dans un espace ouvert avec son petit sous-marin et surcharge les réservoirs de carburant de la machine, entraînant une gigantesque explosion qui le tue ainsi que la bête. L’épreuve n’est pas encore terminée alors qu’un autre mégalodon s’aventure en eaux libres, passant sous un bateau avec Christen Giddings à bord. Cependant, elle n’est pas consciente de sa présence.

## Distribution
- Leighanne Littrell : Christen Giddings
- Al Sapienza : Ross Elliot
- Robin Sachs : Peter Brazier
- Jennifer Sommerfield : Amanda « Maz » Zablenko
- Fred Belford : Jack Thompson
- Evan Mirand : R.P. McGinnis
- Mark Sheppard : Mitchell Parks
- Steve Scionti : David Collen

## Sortie
Le film est sorti au Japon en octobre 2002, et aux États-Unis en février 2004.